# Правова реабілітація
Правова реабілітація — це відновлення у правах та поновлення репутації осіб, безвинно потерпілих від репресій або неправомірно притягнутих до кримінальної, адміністративної чи дисциплінарної відповідальності, що поєднується з компенсацією, відшкодуванням завданих цим особам матеріальних і моральних збитків.
Реабілітація – поновлення доброго імені, честі, гідності, репутації, соціального та громадянського статусу, відновлення усіх юридичних прав і свобод та позитивних для людини правовідносин, компенсація майнових і фінансових збитків та моральної шкоди людині, незаконно та несправедливо обвинуваченої у вчиненні злочину, або щодо якої були допущені слідчі і судові помилки, а також щодо особи, стосовно якої мали місце факти репресій чи будь-яких зловживань владою, незаконних дій чи бездіяльності, прийняття незаконних рішень будь-якими органами влади і місцевого самоврядування чи їх посадовими особами, а також вжиття заходів адаптації реабілітованої людини в суспільстві як громадянина, повернення її до активного творчого і суспільного життя,  відновлення довіри громадянина до держави.
У США після того, як тести ДНК стали використовуватися у судовій практиці, сотні жертв судових помилок (зокрема, учасники проекту
Innocence Project) домоглися реабілітації та виплати їм значних компенсацій за незаконне ув'язнення.
В Україні продовжується процес політичної реабілітації жертв політичних репресій в СРСР.
Правоохоронні органи і суди України повернули добре ім'я багатьом мертвим і живим громадянам України, і робота ця триває: той, хто дійсно вчинив злочин, визнається злочинцем, а хто не вчинив його — реабілітується. Робота ця тяжка і копітка, вимагає часу, зусиль і коштів, але тільки так можна отримати довіру громадян.— В. Т. Маляренко
На думку науковців, проблемним питанням, яке виникає на практиці, але недостатньо врегульоване чинним кримінально-процесуальним законом, є порядок правової реабілітації померлого у кримінальному провадженні. Народними депутатами України А. Павловським, О. Бригинцем і Ю. Стецем подавався проект Закону про внесення змін до Кримінального процесуального кодексу України (щодо порядку реабілітації, в тому числі реабілітації померлого), підготовлений авторським колективом із залученням правників І. Тарасової, І. Татієва, Ю. Шеляженка.